# Ludwig Brix
Ludwig Brix, též Ludvík Jakub Brix (23. července 1823 Uherský Brod – 14. března 1899 Uherský Brod), byl rakouský politik německé národnosti z Moravy; poslanec Moravského zemského sněmu a poslední německý starosta Uherského Brodu.

## Biografie
Byl synem měšťana a soustružnického mistra Antonína Brixe. Od roku 1870 do roku 1890 zastával funkci starosty Uherského Brodu. Ve funkci opětovně zavedl němčinu coby úřední jazyk a podporoval německé spolky. Během jeho působení na starostenském postu došlo ke zbourání městských bran Nivnické, Těšovské, Hradišťské a Zámecké. Již v 60. letech byl jednou z hlavních postav německé opozice proti tehdejšímu českému starostovi Matěji Pecháčkovi. Když po vleklých střetech okolo výsledků voleb nepřijal Pecháček starostenský post, nahradil ho právě Brix a na dvacet let dostal do vedení obce německý tábor. Oporou německého vedení města byly tehdejší spolky jako Řemeslnická beseda (vznikla roku 1888), Spolek vysloužilců veteránů (1876), Úsporný spolek (1872), Střelecký spolek (1875) a hlavně německé Kasino coby ústřední společenský spolek německé komunity, založené roku 1871. Starostou byl Brix do roku 1890, kdy se do této funkce vrátil Pecháček a kdy v Brodě definitivně převádlo české národní hnutí. Za Brixovým koncem ve funkci byly spory okolo hospodářské politiky a zvyšování obecních daní, kvůli čemuž radnice čelila sporům a ztratila podporu židovské komunity, a následně tak na radnici převládli Češi.
V 70. letech se zapojil i do vysoké politiky. V zemských volbách v prosinci 1871 byl zvolen na Moravský zemský sněm, za kurii městskou, obvod Uherský Brod, Vizovice, Valašské Klobouky. Mandát zde obhájil v zemských volbách v roce 1878 a zemských volbách v roce 1884. V roce 1878 se uvádí jako liberální kandidát (tzv. Ústavní strana, liberálně a centralisticky orientovaná). Jako německý liberální kandidát byl uváděn i ve volbách roku 1884.
Zemřel v březnu 1899 po delší nemoci. Příčinou úmrtí byl diabetes a edém plic.